# Queen Mary
El Queen Mary fou un transatlàntic construït entre el 1931 i el 1934. Fins al 1948 va ser el de major envergadura i era un dels més ràpids, només el superava l'SS United States. Va ser construït per John Brown and Company a Clydebank, Escòcia i el seu nom és en honor de la reina Maria de Teck, esposa del rei Jordi V d'Anglaterra.
El Queen Mary i el seu germà, el Queen Elizabeth, van ser utilitzats pel transport de tropes durant la Segona Guerra Mundial. El Queen Mary està dins de la llista del Registre Nacional de Llocs Històrics. Actualment funciona com a museu, hotel i restaurant a Long Beach, Califòrnia. Va ser el vaixell insígnia de Cunard (una important companyia naval) de l'any 1936 fins al 1945 quan va ser substituït pel Queen Elizabeth.
Aquest famós transatlàntic està atracat de forma permanent a Long Beach, a 5 minuts en cotxe de l'Aquarium of the Pacific. L'establiment ofereix un spa complet, diverses opcions de restauració i cabines amb TV de pantalla plana.
Al Queen Mary Hotel trobareu diverses botigues, una terrassa gran, un solàrium i una sala de jocs. L'establiment també ofereix bicicletes de lloguer, gimnàs, centre de negocis i un servei de trasllat gratuït des del centre de convencions i la zona de Pine Avenue.
El restaurant Sir Winston's serveix cuina gurmet californiana i al Chelsea Chowder House & Bar podreu gaudir de marisc fresc.
The Queen Mary es troba a menys de 3,2 km del centre de Long Beach i del port marítim Catalina Express. 